# Abigél Joó
Abigél Joó (Budapest, 6 d'agost de 1990) és una esportista hongaresa que competeix en judo, guanyadora de quatre medalles en el Campionat Europeu de Judo entre els anys 2010 i 2014.

## Palmarès internacional
| Campionat Europeu | Campionat Europeu     | Campionat Europeu | Campionat Europeu |
| Any               | Lloc                  | Medalla           | Categoria         |
| ----------------- | --------------------- | ----------------- | ----------------- |
| 2010              | Viena ( Àustria)      | 1                 | –78 kg            |
| 2012              | Cheliábinsk ( Rússia) | 1                 | –78 kg            |
| 2013              | Budapest ( Hongria)   | 3                 | –78 kg            |
| 2014              | Montpeller ( França)  | 3                 | –78 kg            |